# Podwyższenie (rugby)

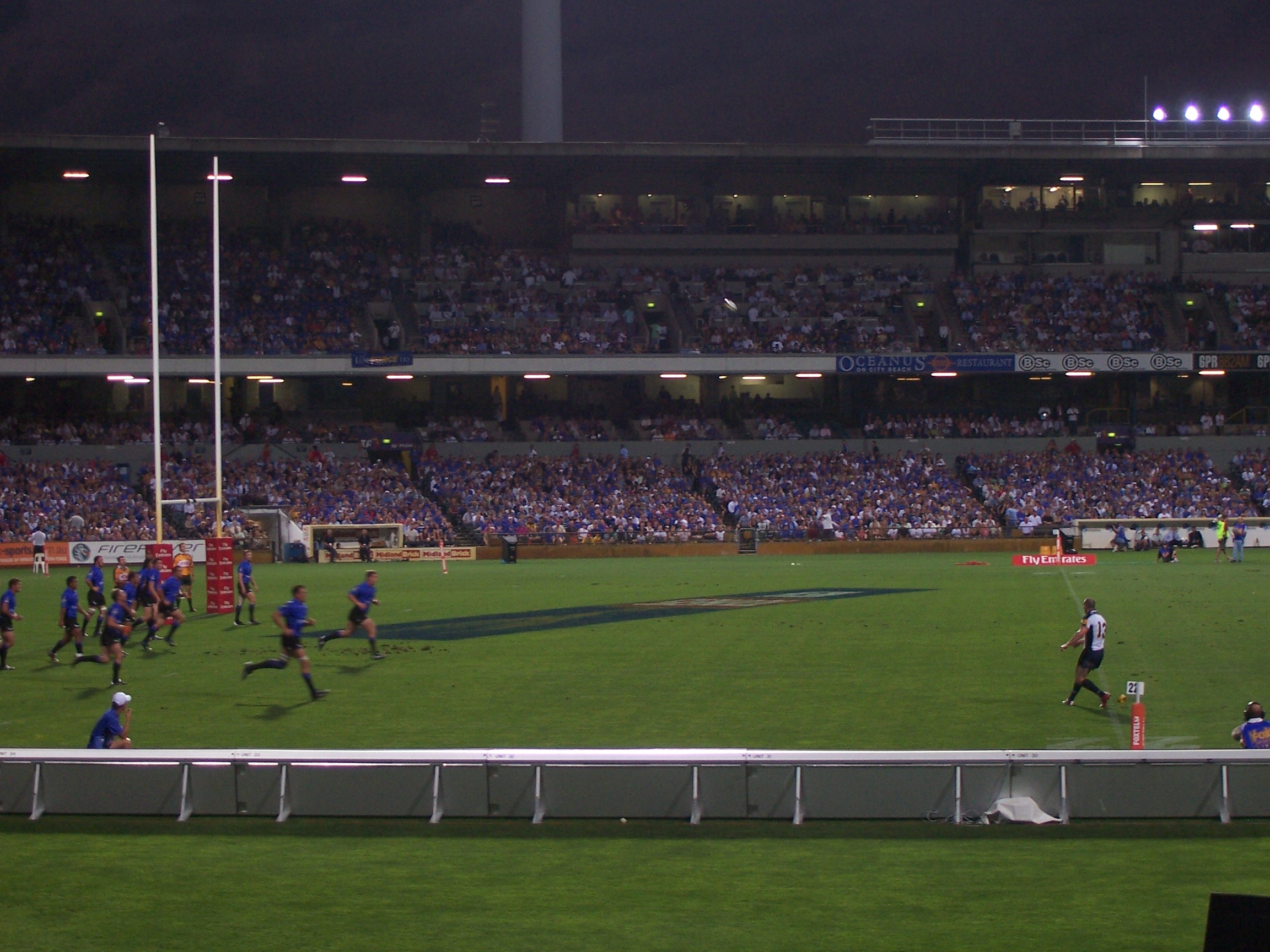
Udane podwyższenie

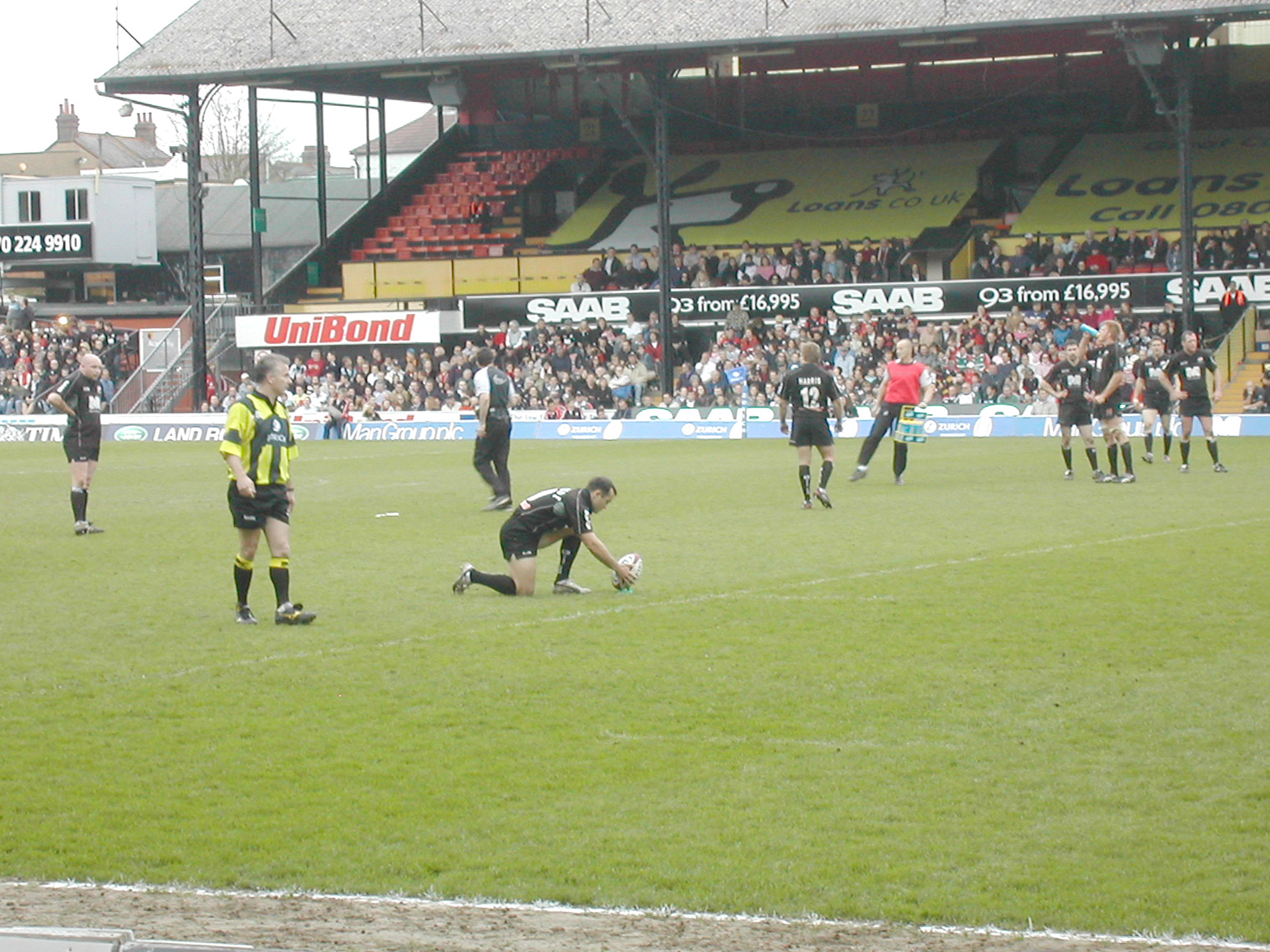
Zawodnik ustawia piłkę do podwyższenia

Podwyższenie (ang. conversion) - występujący w rugby sposób zdobywania punktów.
Podwyższenie przyznawane jest drużynie po zdobytym przyłożeniu. Jest to kopnięcie na bramkę, które podwyższa liczbę punktów zdobytą w jednej akcji z zaliczonym przyłożeniem. Podwyższenie może być wykonane w dowolnej odległości od bramki, przy czym piłka musi znajdować się na linii, która przechodzi przez punkt przyłożenia piłki i jednocześnie jest równoległa do linii autowej. Możliwość dobrania odległości pozwala kopaczowi zwiększyć prawdopodobieństwo trafienia. W wypadku zaliczenia podwyższenia drużyna otrzymuje dodatkowe punkty. Podwyższenie uznaje się za udane wyłącznie, jeżeli piłka przeleci nad poprzeczką i pomiędzy słupami bramki. W rugby union kop może być wykonany zarówno z piłki leżącej na specjalnej podstawce, jak i z piłki wyrzuconej z dłoni, co nie jest dopuszczalne w rugby league, gdzie dozwolony jest tylko kop z podłoża. Mimo istnienia tej możliwości zawodnicy rugby union bardzo rzadko decydują się na kopnięcie "z ręki", gdyż jest uznawane za znacznie trudniejsze.
Ze względu na obowiązek ustawienia piłki na linii przechodzącej przez punkt przyłożenia zawodnicy często nie przykładają piłki od razu po wkroczeniu w pole punktowe, ale próbują przedostać się jak najbliżej bramki, co znacznie ułatwia strzał (co wynika z intuicyjnych zasad fizyki i geometrii).